# NGC 4189
NGC 4189 = IC 3050 ist eine Balken-Spiralgalaxie mit ausgedehnten Sternentstehungsgebieten vom Hubble-Typ SBc im Sternbild Haar der Berenike am Nordsternhimmel. Sie ist schätzungsweise 92 Millionen Lichtjahre von der Milchstraße entfernt und hat einen Durchmesser von etwa 70.000 Lichtjahren. Unter der Katalogbezeichnung VCC 89 gilt sie als Mitglied des Virgo-Galaxienhaufens.

Im selben Himmelsareal befinden sich u. a. die Galaxien NGC 4193, IC 3054, IC 3059, IC 3062.
Die Typ-II-Supernova SN 1966E wurde hier beobachtet.
Das Objekt wurde am 8. April 1784 von Wilhelm Herschel entdeckt.